# Khách sạn Excelsior và Khách sạn Eden
Khách sạn Excelsior và Khách sạn Eden (tiếng Slovakia: Hotel Excelsior a Hotel Eden) (Khách sạn Excelsior ngày nay là Khách sạn Yalta) là hai khách sạn tọa lạc ở số 58 và 60 phố Winterova, thị trấn Piešťany, vùng Trnava, Slovakia. Cả hai khách sạn này do cùng tác giả thiết kế. Mặc dù hoạt động độc lập với nhau, cả hai khách sạn đều mang đến ấn tượng về sự hài hòa tổng thể.
Vào ngày 11 tháng 3 năm 1996, khách sạn Eden được ghi danh vào Danh sách Di tích Trung ương theo quyết định của Bộ Văn hóa Cộng hòa Slovakia.

## Lịch sử
Khách sạn Excelsior và khách sạn Eden được xây dựng vào thời kỳ giữa các cuộc chiến tranh (1929 - 1930) theo thiết kế của hai kiến trúc sư gốc Piešťany là Pavel Weisz và Ľudovít Weiss. Trong cùng thời kỳ, họ đã nhận được đơn đặt hàng thiết kế các tòa nhà khách sạn từ hai chủ đầu tư độc lập với nhau. Thiết kế cho khách sạn Excelsior hoàn thành vào năm 1928, và thiết kế cho khách sạn Eden hoàn thành trong khoảng thời gian 1928 - 1929.
Công việc xây dựng hai tòa khách sạn do công ty Pittel & Brusewetter thực hiện. Quá trình xây dựng khách sạn Excelsior kéo dài từ mùa xuân năm 1929 đến mùa thu năm 1929, trong khi việc xây dựng khách sạn Eden diễn ra từ ngày 26 tháng 6 năm 1929 đến ngày 23 tháng 5 năm 1930.